# Liste der Kulturdenkmäler in Bennhausen
In der Liste der Kulturdenkmäler in Bennhausen sind alle Kulturdenkmäler der rheinland-pfälzischen Ortsgemeinde Bennhausen aufgeführt. Grundlage ist die Denkmalliste des Landes Rheinland-Pfalz (Stand: 27. November 2018).

## Einzeldenkmäler
| Bezeichnung                     | Lage               | Baujahr | Beschreibung                                                               | Bild |
| ------------------------------- | ------------------ | ------- | -------------------------------------------------------------------------- | ---- |
| Nassau-weilburgisches Jägerhaus | Hauptstraße 5 Lage | 1711    | barockes Wohnhaus, teilweise Fachwerk, bezeichnet 1711; straßenbildprägend | BW   |